# ريتشارد ماكالوم
ريتشارد ماكالوم (بالإنجليزية: Richard McCallum)‏ هو لاعب كرة قدم جامايكي في مركز حراسة المرمى، ولد في 24 أبريل 1984 في مونتيغو باي في جامايكا. شارك مع منتخب جامايكا تحت 17 سنة لكرة القدم ومنتخب جامايكا تحت 20 سنة لكرة القدم ومنتخب جامايكا لكرة القدم. أما مع النوادي، فقد لعب مع نادي ووتر هاوس.

## وصلات خارجية
- ريتشارد ماكالوم على موقع قاعدة بيانات كرة القدم.إي يو (الإنجليزية)
- ريتشارد ماكالوم على موقع ناشيونال فوتبول تيمز (الإنجليزية)